# Француско војно гробље у Битољу
Француско војно гробље у Битољу (мак. Француски воени гробишта во Битола, франц. Bitola Cimetière Militaire Français) је војно гробље из Првог свјетског рата на коме почива више од 13.262 (са 6128 идентификованих и више од 7000 неидентификованих остатака) војника француске војске погинулих на солунском фронту. Сваке године, поводом годишњице завршетка Првог светског рата, пошту одају представници амбасада Републике Француске и Савезне Републике Њемачке, као и на француском и њемачком војном гробљу у Битољу. највеће војно гробље у Сјеверној Македонији.

## Локација
Француско војно гробље налази се на сјевероистоку града Битоља, поред пута који води ка селу Логоварди, око 3 км од центра града. Гробље се простире на површини од 12,53 хектара.

## Контекст
Послије неуспјеха у бици код Галипоља, Бугарска је октобра 1915. године ушла у рат на страни Централних сила и повела побједоносну офанзиву на Србију. За подршку српским трупама, француске и британске трупе из састава Дарданела експедиционих снага искрцавају се у Солун. Међутим, помоћ савезника долази прекасно да спасе српске снаге које морају да се боре и повлаче против њемачке, аустроугарске и бугарске војске.

## Историја
Организовање француских војних гробља почело је у првим годинама послије Првог свјетског рата. У ту сврху је у Паризу основана централна комисија за прикупљање посмртних остатака француских војника и официра, на чијем је челу био Тиво де Лавижерије, учесник рата у коме је и он рањен. Солун је одређен за њено балканско сједиште, одакле су пододбори изашли на терен да траже и идентификују посмртне остатке. У радове су били укључени мјештани за којима се трагало. У раду се истакао инжењерски потпоручник Дровен, коме је помогла мала група мјештана као и шеф католичке мисије у Битољу Р. П. Бежеро. Француска влада је издвојила 150.000 франака за финансирање пројекта. Дио пронађених остатака склонио је на Александрово Брдо (кафана Тумбе), а дио код Новачког пута, гдје је касније и основано гробље. Пројекат је прерастао у један од највећих и најсложенијих меморијалних подухвата предузетих од Првог свјетског рата.
Француско војно гробље у Битољу отворено је 15. септембра 1923. године, на дан пробоја фронта на Добром пољу. Свечаном отварању присуствовао је велики број људи из Битоља и околних села, а поред високе делегације Београда присуствовао је и командант савезничких снага маршал Франше д'Епер, који је дошао специјално за ову прилику.

## Гробови
Гробље садржи 6.262 појединачна гроба, као и двије гробнице које садрже између 7.000 и 10.000 француских војника.
Гробље заузима површину од 30.000 квадратних метара, подјељено на 32 парцеле са централним стазама у облику крста. На гробљу се налазе и двије куће, једна за чувара, а друга за документацију.

## Меморијални музеј
Меморијални музеј Француског гробља подигнут је поводом 100 година од завршетка Првог свјетског рата. То је споменик палим француским војницима и македонском цивилном становништву које је страдало током рата. Музеј се налази у оквиру Француског војног гробља у Битољу. У меморијалном музеју живот војника и цивилног становништва приказан је кроз фотографије браће Манаки, лутке које приказују војнике и њихове животне приче, личне меморабилије, а посебно је занимљива рељефна мапа која приказује солунски фронт. Непосредно пре улаза у музеј, на зиду куће у којој се налази породица која брине о гробљу, налази се копија споменика који је постојао до 1938. године на Добром пољу.